# منى المؤيد
منى المؤيد هي سيدة أعمال بحرينية تتولى قيادة «جمعية سيدات الأعمال البحرينية»، التي تدير تنمية وتعزيز العلاقات الاقتصادية والاجتماعية بين سيدات الأعمال في البحرين، بالإضافة إلى تعزيز وتقوية دور المرأة البحرينية ومساهمتها في كافة الأنشطة التجارية والاقتصادية والاستثمارية والتنموية، إلى جانب العمل على إبراز ومشاركة المرأة البحرينية في مجالس الإدارة وغرفة التجارة والصناعة والبنوك والشركات الاستثمارية، وإطلاق العديد من المبادرات ومنها إطلاق مشروع بوابة المرأة، وهي عبارة عن منصة إلكترونية تعنى بكافة احتياجات المرأة وتشمل دليلاً لسيدات الأعمال بدأً بالبحرين وانطلاقا منها إلى الخليج والوطن العربي وبذلك تأخذ المرأة البحرينية موقعها على الخارطة العالمية للإنترنت. وبالإضافة إلى مهامها كرئيسة جمعية سيدات الأعمال البحرينية، تشغل منى المؤيد منصب عضو مجلس إدارة شركة يوسف خليل المؤيد وأولاده، وهي إحدى أبرز الشركات العائلية في مملكة البحرين. في عام 2012، اختارت مجلة «أربيان بزنس» المؤيد ضمن قائمتها لأقوى 500 شخصية عربية للعام 2012، إذ حازت منى المؤيد المرتبة 130.
علاوة على ذلك، فإنها أول امرأة تنتخب في مجلس إدارة «غرفة التجارة والصناعة» كما عينت رئيسة للجنة سيدات الأعمال. كما حصلت على المركز الثاني عشر في دراسة أجرتها مجلة فوربس عام 2008م تحت شعار «أكثر النساء العربيات قوة» والمركز الرابع في قائمة «أكثر 50 شخصية قوية في مملكة البحرين». تولت منى المؤيد منصب رئيسة مجلس إدارة وعضو مؤسس في «جمعية سيدات الأعمال البحرينية» ثلاث دورات (2006م - 2012م)، ورئيسة «جمعية حماية العمال المهاجرين» مدة ثلاث دورات (2005م -2011م).

## النشأة والتعليم

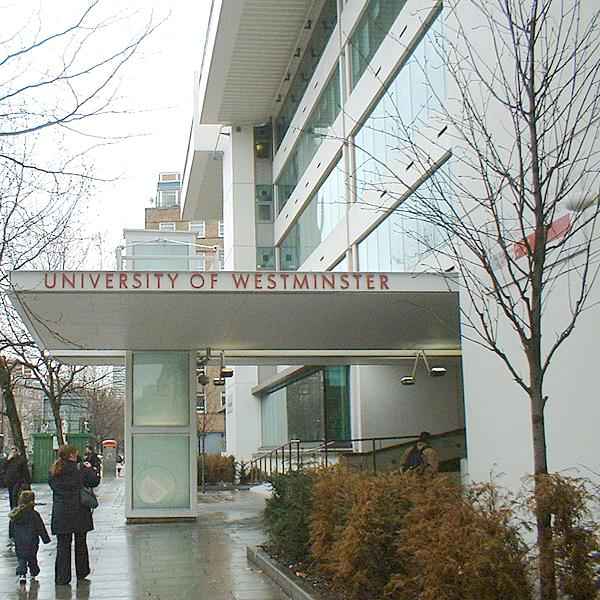
جامعة ويستمنستر حيث حصلت المؤيد على بكالريوس إدارة الأعمال

ولدت منى المؤيد في البحرين. منى المؤيد هي ابنة مؤسس مجموعة شركات يوسف خليل المؤيد وأولاده، والمسئولة المباشرة عن أكثر من ألف موظف، وأكثر من مائة علامة تجارية مرموقة من الكماليات، والأجهزة الإلكترونية والمنزلية، والمعدات الثقيلة، والتكنولوجيا الطبية، والخرسانة. حصلت المؤيد على البكالوريوس في إدارة الأعمال، جامعة ويستمنستر، لندن، بريطانيا، 1974.

## الحياة الوظيفية

شعار مجلس التعاون الخليجي

تشغل المؤيد منصب المديرة التنفيذية لشركة يوسف خليل المؤيد وأولاده. وبين عامي 1974 وعام 2000 كانت المؤيد المديرة التنفيذية لقسم السيارات في شركة يوسف خليل المؤيد وأولاده. ومنذ عام 2003 شغلت المؤيد منصب الأمين المالي وعضو مجلس الإدارة، جمعية سيدات الأعمال لمدة عام. وفي عام 2005، ترأست المؤيد جمعية حماية حقوق العمال الوافدين. وفي العام التالي، تقلدت المؤيد منصب رئيسة جمعية سيدات الأعمال البحرينية. في الوقت ذاته، فإن المؤيد هي نائب رئيسة لجنة سيدات الأعمال الخليجيات - اتحاد غرف دول مجلس التعاون الخليجي منذ عام 2004؛ ورئيسة لجنة سيدات الأعمال بغرفة تجارة وصناعة البحرين.

## أقوى 500 شخصية
في عام 2012، اختارت مجلة «أرابيان بزنس» المؤيد ضمن قائمتها لأقوى 500 شخصية عربية للعام 2012، إذ حازت منى المؤيد المرتبة 130. وذكرت «أرابيان بزنس» في تعريفها لمنى المؤيد أنها تتولى قيادة جمعية سيدات الأعمال البحرينية التي تدير تنمية وتعزيز العلاقات الاقتصادية والاجتماعية بين سيدات الأعمال في البحرين، بالإضافة إلى تعزيز وتقوية دور المرأة البحرينية ومساهمتها في جميع الأنشطة التجارية والاقتصادية والاستثمارية والتنموية، إلى جانب العمل على إبراز ومشاركة المرأة البحرينية في مجالس الإدارة وغرفة التجارة والصناعة والبنوك والشركات الاستثمارية، وقامت الجمعية بالعديد من المبادرات ومنها إطلاق مشروع بوابة المرأة، وهي عبارة عن منصة إلكترونية تعنى بكل احتياجات المرأة وتشمل دليلاً لسيدات الأعمال بدءاً بالبحرين وانطلاقاً منها إلى الخليج والوطن العربي وبذلك تأخذ المرأة البحرينية موقعها على الخريطة العالمية للإنترنت.
وأضافت أنه بالإضافة إلى مهامها رئيسةً لجمعية سيدات الأعمال البحرينية، تشغل منى المؤيد منصب عضو مجلس إدارة شركة يوسف خليل المؤيد وأولاده، وهي إحدى أبرز الشركات العائلية في مملكة البحرين.
وأعربت في بيان مقتضب قائلة: «تلعب المرأة العربية اليوم العديد من الأدوار المهمة لدفع عجلة الاقتصاد نحو مستقبل أفضل وأكثر إشراقًا. إن طموحنا وحماسنا وكل جهودنا مكرسة لتغيير النظرة إلى المرأة في هذه المنطقة. أنا فخورة جداً بأن أكون إحدى الرائدات الواردات في قائمة فوربس وأتمنى أن أكون مصدر إلهام لكل النساء، وأن أسهم في التقدم وإحداث التغيير، ولا سيما في منطقة الخليج العربي».

## العضوية بالمجالس
- عضو مجلس الإدارة وعضو اللجنة التنفيذية، شركة يوسف خليل المؤيد وأولاده، (2000 - لغاية الآن).
- عضو مجلس الإدارة في غرفة تجارة وصناعة البحرين، 2000.
- عضو مجلس الإدارة والأمين المالي لجمعية سيدات الأعمال البحرينية، (2000 - 2002).
- عضو مجلس الإدارة لدار رعاية الطفولة، وزارة التنمية الاجتماعية، (2000 - لغاية الآن).
- عضو نادي البحرين للحدائق، (1992 - 2003)، (2004 - لغاية الآن).
- عضو جمعية سيدات الأعمال البحرينية، (2003 - 2005).
- - عضو لجنة اتحاد العرب لشئون المرأة العربية، (2000 - 2005).[2]